# Eocen
| System                         | Oddział  | Piętro    | Wiek (mln lat) |
| ------------------------------ | -------- | --------- | -------------- |
| Neogen                         | Miocen   | Akwitan   | młodsze        |
| Paleogen                       | Oligocen | Szat      | 23,03–27,82    |
| Paleogen                       | Oligocen | Rupel     | 27,82–33,9     |
| Paleogen                       | Eocen    | Priabon   | 33,9–37,71     |
| Paleogen                       | Eocen    | Barton    | 37,71–41,2     |
| Paleogen                       | Eocen    | Lutet     | 41,2–47,8      |
| Paleogen                       | Eocen    | Iprez     | 47,8–56,0      |
| Paleogen                       | Paleocen | Tanet     | 56,0–59,2      |
| Paleogen                       | Paleocen | Zeland    | 59,2–61,6      |
| Paleogen                       | Paleocen | Dan       | 61,6–66,0      |
| Kreda                          | Górna    | Mastrycht | starsze        |
| Podział według IUGS, luty 2022 |          |           |                |

Eocen (ang. Eocene)
- w sensie geochronologicznym: środkowa epoka paleogenu, trwająca około 22 milionów lat (od 56,0 do 33,9 mln lat temu). Eocen jest młodszy od paleocenu a starszy od oligocenu. Eocen dzieli się na cztery wieki: iprez, lutet, barton i priabon.

- w sensie chronostratygraficznym: środkowy oddział paleogenu, wyższy od paleocenu a niższy od oligocenu. Dzieli się na cztery piętra: iprez, lutet, barton i priabon.

Nazwa pochodzi od połączenia greckich słów ἠώς, eos – jutrzenka i καινός, kainos – nowy (w nieformalnym tłumaczeniu: „świt nowych czasów”).
Eocen zawdzięcza swą nazwę faktowi, że w czasie jego trwania pojawia się wiele występujących do dziś rzędów ssaków, a także niektóre istniejące nadal rodziny. Do najbardziej wyspecjalizowanych należą: nietoperze, walenie i brzegowce. Wtedy też pojawiają się lemurowate i wyrakowate. Parzystokopytne reprezentowane są m.in. przez maleńkiego „jelenia” Diacodexis, a nieparzystokopytne przez pierwszego konia – Hyracotherium.

## Fauna
Powstają wyspecjalizowane formy ryb jak iglicznie i koniki morskie oraz makrele, mieczniki, barrakudy, płastugi.

### Nowości ewolucyjne
- „powrót” ssaków do wody: pierwsze walenie (prawalenie)
- pojawiają się lemurowate i wyrakowate
- pojawiają się nietoperze i brzegowce
- pojawia się tapir
- rozpoczyna się ewolucja koni
- rozpoczyna się ewolucja trąbowców
- pierwsze naczelne (rodzaj Eosimias)

## Eocen w Polsce
Osady eocenu występują w Polsce w dwóch obszarach: na Niżu Polskim i w Karpatach.
Na Niżu współczesny zasięg eocenu jest znacznie większy niż paleocenu.
W późnym eocenie ponownie nastąpiła transgresja morska, która objęła północną i wschodnią Polskę. Powstały tam piaski kwarcowo-glaukonitowe o miąższości dochodzącej do 10 m, z liczną fauną małżoraczków, mięczaków i otwornic (głównie bentonicznych) oraz licznymi kokolitami. Na obszarze współczesnej Zatoki Gdańskiej utworzyła się szeroka delta z osadów naniesionych z północy przez hipotetyczną rzekę Eridan. Rzeka niosła również materiał roślinny wraz z żywicami drzew iglastych, które osadzone w delcie utworzyły tzw. ziemię niebieską – obecnie złoże bursztynu.
W obrębie utworów niżowego eocenu wyróżniono następujące formacje:
- formacja mosińska dolna
- formacja szczecińska
- formacja zielonczyńska
- formacja tanowska
- formacja mosińska górna
- formacja olsztyńska
- formacja pomorska
- formacja jerzmanowicka
- formacja z Siemienia

Na obszarze dzisiejszych Tatr w eocenie nastąpiła transgresja morska. Początkowo powstawały zlepieńce i piaskowce zbudowane z materiału dostarczonego z niszczonego masywu tatrzańskiego, a później wapienie i dolomity z licznymi numulitami (wapienie numulitowe). Pod koniec eocenu nastąpiło pogłębienie i poszerzenie zbiornika. Cały obszar Tatr znalazł się pod wodą, a w zbiorniku, obejmującym oprócz Tatr także obszar Podhala i Spiszu, osadzały się utwory fliszu podhalańskiego (głównie: piaskowce, mułowce, łupki ilaste, niekiedy dolomit żelazisty) o miąższości powyżej 2000 m.